# Транснептуновий об'єкт

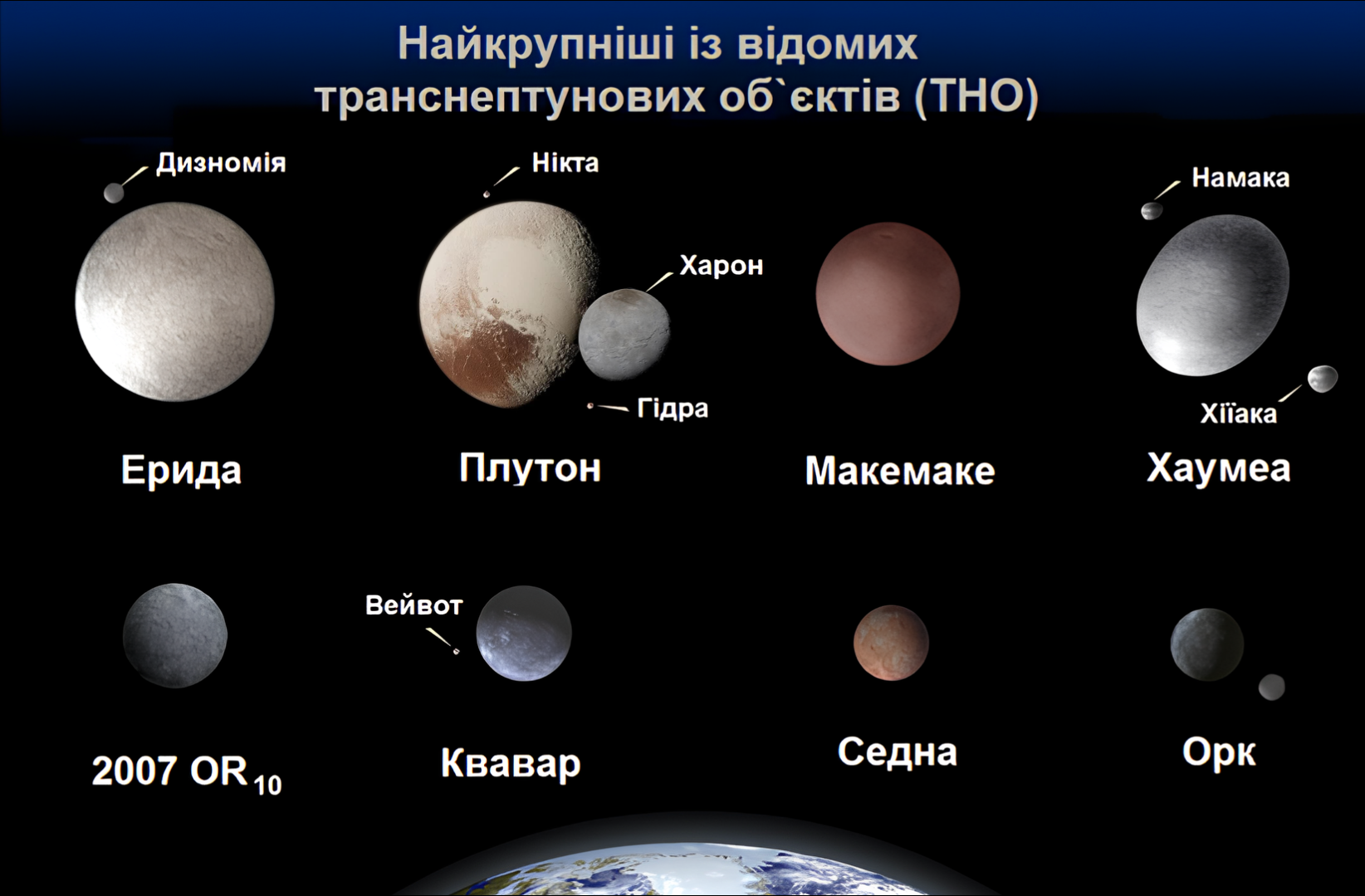

Транснепту́нові об'є́кти — небесні тіла Сонячної системи, які здебільшого (чи постійно) перебувають поза орбітою Нептуна. За визначенням Лабораторії динаміки Сонячної системи, велика піввісь їхньої орбіти перевищує велику піввісь орбіти Нептуна (30,1 а. о.).
Станом на липень 2024 року каталог малих планет містить 901 нумерований та понад 3000 ненумерованих транснептунових об'єктів. Відомо також 12 тіл із піввіссю орбіти понад 150 а. о. і перигелієм понад 30 а. о. — їх називають екстремальними транснептуновими об'єктами (ЕТНО).

## Класифікація
Транснептунові об'єкти поділяють на три категорії:
- Класичні об'єкти — мають орбіти, близькі до кола, з невеликим нахилом, і не пов'язані з рухом інших планет. Іноді їх називають «к'юбівано» (англ. cubewano) за тимчасовим позначенням першого представника — 1992 QB1.
- Резонансні об'єкти — утворюють резонанси з рухом Нептуна (1:2, 2:3, 3:4, 2:5 тощо). Об'єкти з резонансом 2:3 називають плутино за їхнім типовим представником — Плутоном. Вважається, що плутино складають від 10 до 20 % чисельності об'єктів поясу Койпера.
- Об'єкти розсіяного диска — мають значний ексцентриситет орбіти та в афелії можуть віддалятися від Сонця на сотні астрономічних одиниць.

## Великі транснептунові об'єкти
У наведеній нижче таблиці перелічено транснептунові об'єкти з діаметром, що перевищує 600 км, і подано їхні характеристики. За класифікацією Майкла Брауна вони були найреальнішими кандидатами в карликові планети.
| Об'єкт              | Стандартна зоряна величина | Альбедо | Діаметр (км) | Розміри (км) | Видима зоряна величина (m) | Тип (розташування) | Кількість супутників |
| ------------------- | -------------------------- | ------- | ------------ | ------------ | -------------------------- | ------------------ | -------------------- |
| Ерида               | –1,19                      | 0,99    | 2336         | 2400 ± 100   | 18,7                       | Розсіяний диск     | 1                    |
| Плутон — Харон      | –0,70 ; 1,00               | 0,64    | 2374 ; 1212  | 2374 ± 8     | 14,1                       | Плутино            | 4                    |
| Макемаке            | 0,10                       | 0,81    | ~1426        | 1430 × 1502  | 16,7                       | Розсіяний диск     | 1                    |
| Гунгун              | 2,00                       | 0,19    | ~1290        | 875—1535     | 21,3                       | Розсіяний диск     | 1                    |
| Гаумеа              | 0,40                       | 0,80    | ~1252        | 1150—1520    | 17,3                       | Розсіяний диск     | 2                    |
| Квавар              | 2,70                       | 0,13    | ~1110        | 820—1290     | 19,3                       | Класич.            | 1                    |
| Седна               | 1,80                       | 0,32    | ~1041        | 995—1600     | 21,1                       | Об'єкт хмари Оорта | 0                    |
| Орк                 | 2,30                       | 0,23    | ~983         | 760—1100     | 19,1                       | Плутино            | 1                    |
| Мані                | 4,00                       | 0,05    | ~960         | 555—1100     | 20,6                       | Класич.            | 0                    |
| Салація             | 4,20                       | 0,04    | ~921         | 380—860      | 19,9                       | К'юбівано          | 1                    |
| Варуна              | 3,90                       | 0,09    | ~760         | 500—1003     | 19,9                       | Класич.            | 0                    |
| (532037) 2013 FY27  | 3,30                       | 0,15    | ~758         | 600—1100     | 22,2                       | Розсіяний диск     | 1                    |
| (208996) 2003 AZ84  | 3,70                       | 0,11    | ~747         | 585—970      | 20,2                       | Плутино            | 1                    |
| Ая                  | 3,70                       | 0,12    | ~719         | 500—1130     | 20,0                       | Класич.            | 0                    |
| (55637) 2002 UX25   | 3,90                       | 0,11    | ~704         | 686—970      | 19,8                       | Плутино            | 1                    |
| (90568) 2004 GV9    | 4,20                       | 0,08    | ~703         | 600—970      | 19,9                       | Розсіяний диск     | 0                    |
| Рітона              | 3,90                       | 0,11    | ~697         | 600—970      | 20,1                       | Розсіяний диск     | 0                    |
| (202421) 2005 UQ513 | 3,70                       | 0,13    | ~690         | 555—1241     | 20,8                       | Класич.            | 0                    |
| Варда               | 3,70                       | 0,13    | ~690         | 500—1130     | 20,5                       | Класич.            | 1                    |
| Іксіон              | 3,80                       | 0,12    | ~674         | 600—970      | 19,6                       | Плутино            | 0                    |
| 229762 Гкунлхомдіма | 3,70                       | 0,17    | ~612         | 530—1190     | 20,8                       | Розсіяний диск     | 1                    |
| Хаос                | 5,00                       | 0,05    | ~612         | 350—800      | 21,0                       | Класич.            | 0                    |
| (278361) 2007 JJ43  | 4,20                       | 0,10    | ~613         | 555—960      | 20,7                       | К'юбівано          | 0                    |
|                     |                            |         |              |              |                            |                    |                      |

## Просторовий розподіл
На діаграмі показані великі півосі та способу орбіт ТНО (включаючи об'єкти поясу Койпера). У лівій частині для порівняння поміщені кентаври. Резонансні об'єкти позначені червоним кольором.

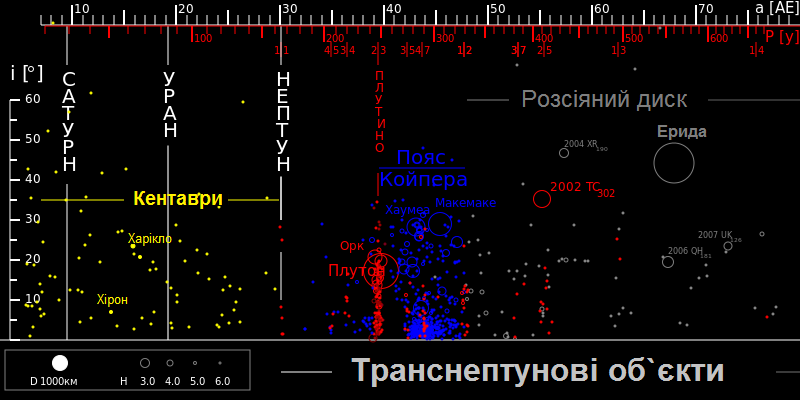